# Opel Astra H
Opel Astra H (Astra III) — третье поколение легкового автомобиля компактного класса Opel Astra, которое выпускалось с марта 2004 по 2014 год. В России крупноузловая сборка «Astra H» началась в 2004 году на заводе Автотор в Калининграде, а в 2008 году было налажено полномасштабное производство на автосборочном заводе General Motors под Санкт-Петербургом, в посёлке Шушары, где автомобиль производился до осени 2009 года. На заводе в Калининграде автомобиль производился до 2014 года под названием Astra Family.
Opel Astra H является преемником Opel Astra G и является восьмой моделью в ряду Kadett/Astra.

## История модели
В марте 2004 года на рынок поступил пятидверный хетчбэк, универсал появился в конце 2004 года, а спортивный трёхдверный хетчбэк GTC (Gran Tourismo Compact) для европейских рынков, Великобритании и Австралии стал выпускаться с 2005 года.
Устаревшая модель Opel Vectra B в Бразилии была заменена седаном Astra H, и этот автомобиль выпускался под маркой Chevrolet Vectra, пока он не был заменен на Chevrolet Cruze в 2011 году. После дебюта на международном автосалоне в Стамбуле в 2006 году Chevrolet Vectra стал выпускаться на евразийском рынке, а также в Ирландии с 2008 года. В сентябре 2007 года 5-дверный хетчбэк Astra H начал производиться в Бразилии и выпускался под маркой Chevrolet Vectra GT.
В Мексике производство Chevrolet Astra было прекращено в 2008 году, его заменил седан Chevrolet Cruze.

### OPC
Начиная с 2005 года, Opel начал выпускать OPC версию Astra GTC (продавалась как Astra VXR в Великобритании). Модель оснащалась 2-x литровым бензиновый двигателем с турбонаддувом третьего поколения семейства Ecotec, имеющим индекс Z20LEH, производительностью 241 л.с. (177 кВт) и 320 Н · м крутящего момента. Стандартная комплектация OPC версии включала в себя спортивный обвес, интерьер Recaro, шестиступенчатую механическую коробку передач, ксеноновые фары и 18-дюймовые легкосплавные диски.
Также для рынка Австралии предлагалась версия HSV VXR, которая отличается от стандартной комплектации полной кожаной отделкой салона, климат-контролем, CD проигрывателем на 6 дисков и 19-дюймовыми легкосплавными дисками. Astra OPC в Чили продавалась как Chevrolet Astra OPC

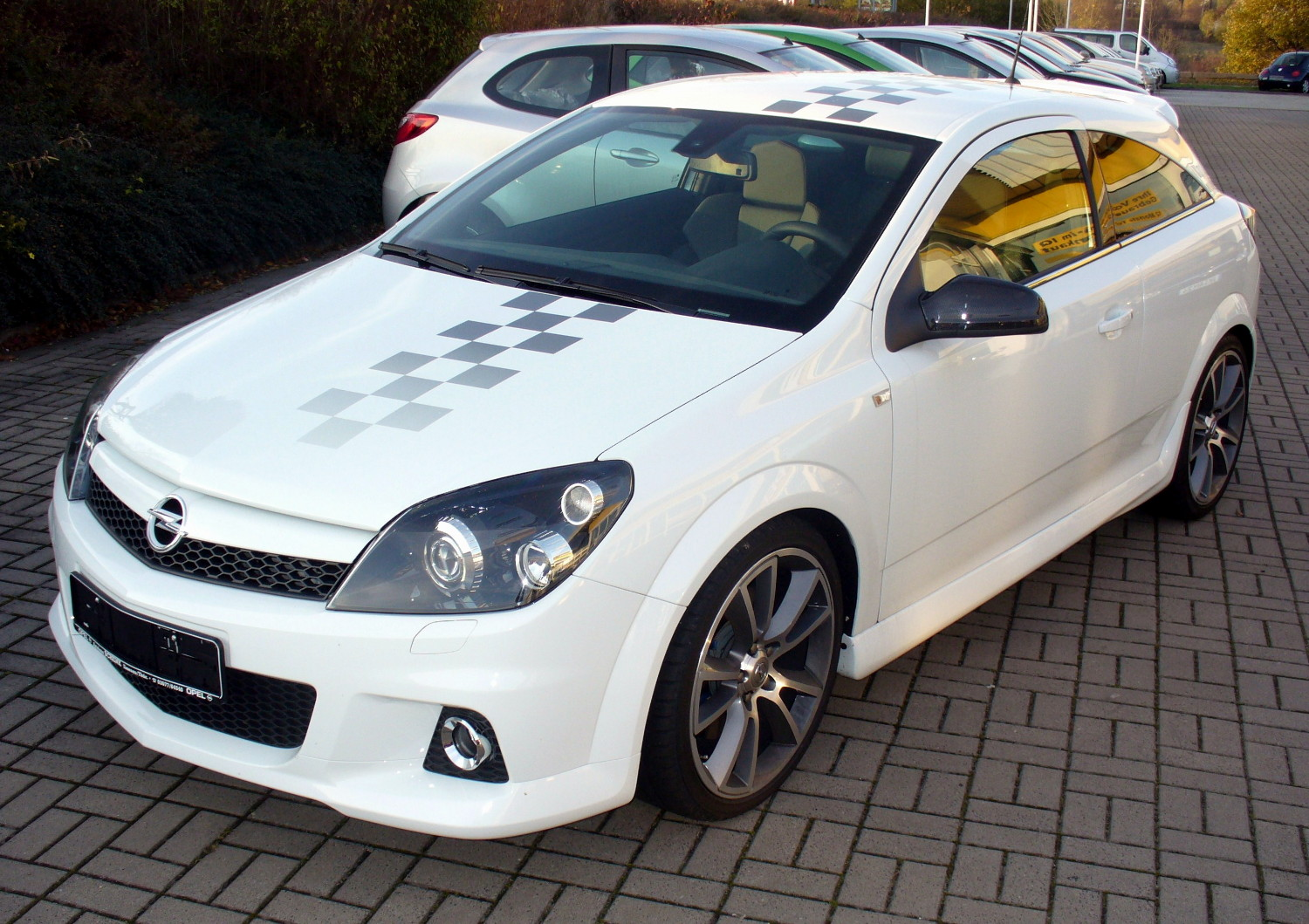
Opel Astra OPC Nürburgring Edition (2008)
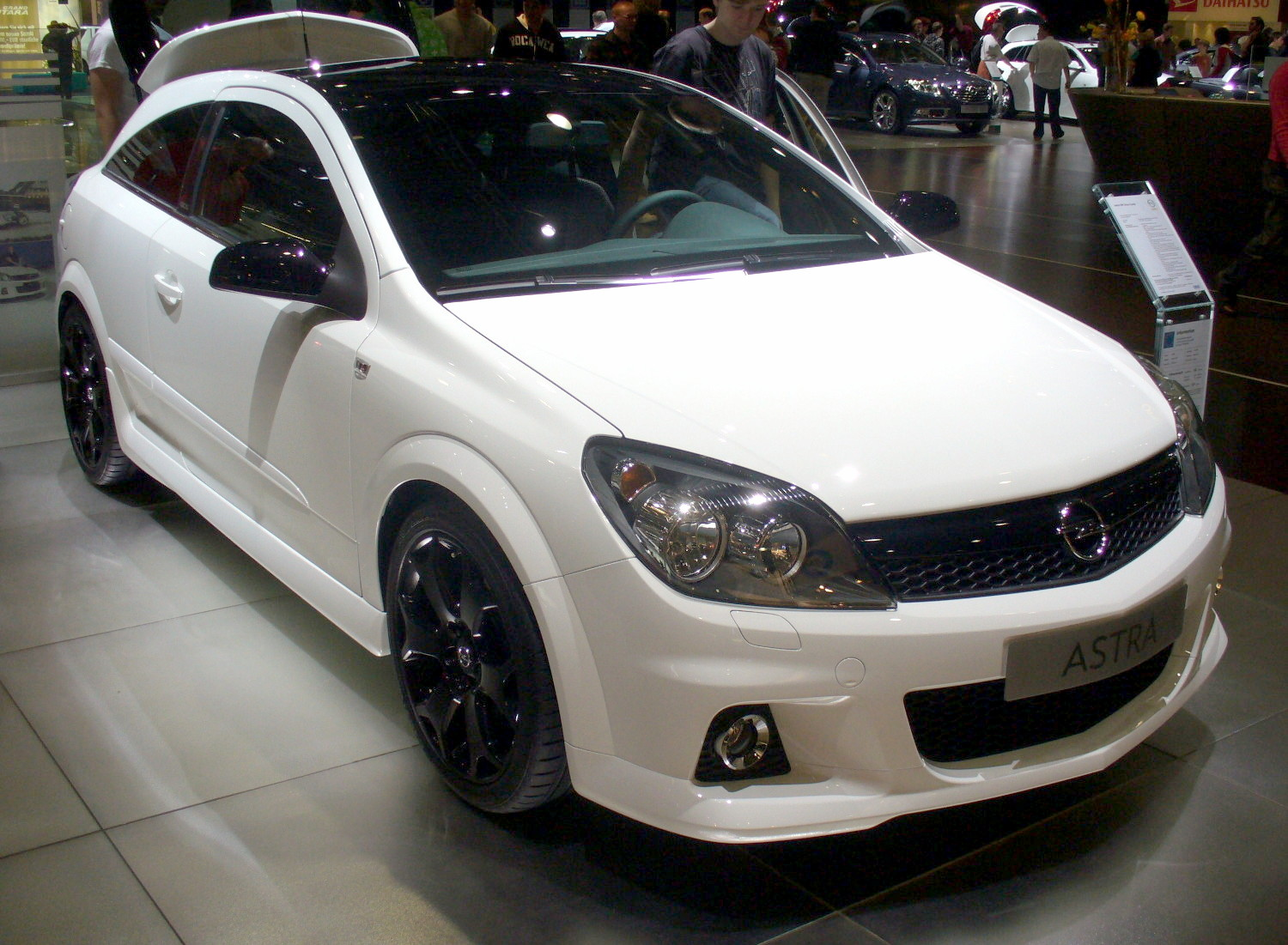
Opel Astra OPC Race Camp (2009)

## Безопасность
Это был первый автомобиль от марки Opel который получил 5 звезд по краш тесту, а также звание: самый безопасный автомобиль в классе, который получил 5 звезд из 5 по краш тесту от именитой организации - EURO NCAP.
| Euro NCAP                                        | Euro NCAP | Euro NCAP | Euro NCAP |
| ------------------------------------------------ | --------- | --------- | --------- |
| Рейтинги                                         | Пассажир  |           | 34        |
| Рейтинги                                         | Ребёнок   |           | 39        |
| Рейтинги                                         | Пешеход   |           | 35        |
| Протестированная модель: Opel Astra H 1,6 (2004) |           |           |           |